# 登記簿上の取締役
登記簿上の取締役（とうきぼじょうのとりしまりやく）または表見取締役（ひょうけんとりしまりやく）とは、法的には取締役の地位にないにもかかわらず取締役として登記されている者を指す法理論上の概念である。適法な選任手続きを欠く者と退任登記未了の者がある。
登記簿上の取締役は、第三者に対する取締役としての責任で問題となることが多く、場合によっては善意の第三者に対する取締役としての責任を問われることもある。

## 概説
取締役は、いわゆる「平取締役」であっても、自身が直接担当する業務分野や取締役会での議事事項だけでなく当該会社全体の業務執行が適正に行われるようにすることが任務であり、代表取締役や他の役員等の監視義務を負っている。取締役がこの任務を怠ったり、職務執行にあたって悪意または重大な過失によって会社や第三者に損害を与えた場合について、日本の会社法では、第423条第1項および第429条第1項において以下のとおり定めている。
| （役員等の株式会社に対する損害賠償責任） 第423条 取締役、会計参与、監査役、執行役又は会計監査人（以下この節において「役員等」という。）は、その任務を怠ったときは、株式会社に対し、これによって生じた損害を賠償する責任を負う。 |

| （役員等の第三者に対する損害賠償責任） 第429条 役員等がその職務を行うについて悪意又は重大な過失があったときは、当該役員等は、これによって第三者に生じた損害を賠償する責任を負う。 |

ここから、その取締役自身が直接関与しておらず単に他の役員等の不正行為や職務懈怠を見過ごしただけであっても、前述の監視義務を怠った過失があると判断される場合には会社や第三者に対する損害賠償の責任が生じる。
|                  | 適法な 選任手続 | 登記 | 実質的な 職務執行 |
| ---------------- | --------------- | ---- | ----------------- |
| 名目的取締役     | 〇              | 〇   | ×                 |
| 登記簿上の取締役 | ×               | 〇   | △                 |
| 事実上の取締役   | ×               | ×    | 〇                |
| 影の取締役       | ×               | ×    | ×                 |

しかし、法的に取締役の地位にある者と実際にその会社で取締役としての職務を行っている者とが一致しない会社も存在し、そのような者について会社法第423条第1項および第429条第1項が責任を負うと定める「役員等」に該当するか否かが議論となることがある。このうち、法的には取締役の地位にないにもかかわらず取締役として登記されている者を登記簿上の取締役という。登記簿上の取締役には、適法な選任手続きを欠く者と退任登記未了の者がある。ただし、退任登記未了の者については登記簿上の取締役とは別の概念として、適法な選任手続きを欠く者のみを登記簿上の取締役とするものもある。

### 適法な選任手続きを欠く者
取締役となるには株主総会における選任決議が必要であり、選任決議を経ずに取締役として登記されたとしても、取締役としての権限はなく取締役としての責任を負わされることはない。また、会社法908条2項は「故意又は過失によって不実の事項を登記した者は、その事項が不実であることをもって善意の第三者に対抗することができない」と定めているが、この登記を行う者は会社（代表取締役）であって取締役本人ではないため、登記された取締役に対してこの規定を直接適用することはできない。
しかし、その登記された取締役自身が就任承諾書を提出するなど故意または過失によって「不実登記の作出」に加担した場合には、同項が類推適用されて善意の第三者に対抗できないとされる結果として、第三者に対する取締役としての責任を問われることもありえる。

### 退任登記未了の者
取締役は、権利義務取締役となる場合を除いて、退任と同時に取締役としての権利義務を失う。また、役員の変更があった際に変更の登記を行う義務を負っているのは会社（代表取締役）であって退任取締役本人ではないため、会社法908条2項が退任取締役に直接適用されることはない。さらに、退任登記を行うにあたって、就任時における就任承諾書のような退任取締役の関与も不要なため、特段の事情がない限り第三者に対する取締役としての責任を問われることはないとされている。
ただし、退任後も自ら積極的に取締役として行動していた場合や、退任登記をせず不実の登記を残存させることに明示的な承諾を与えていた場合などについては、会社法908条2項の類推適用により善意の第三者に対抗できないとされる結果、第三者に対する取締役としての責任を問われることがある。

## 判例

### 適法な選任手続きを欠く事案
Xは、A会社の実質的な経営者から依頼を受けてA会社の取締役および代表取締役として就任することを承認し、その旨が登記された。しかし、これは株主総会での取締役選任決議および取締役会での代表取締役選任決議を経ていなかった。その後、A会社は他社に対する貸付金が回収不能となったことで倒産した。しかし、この貸付は、もともと回収の見込みのないものであった。このため、A会社の債権者が、登記簿上取締役であったXに対して1981年（昭和56年）改正前商法266条の3第1項前段（現行会社法429条1項）に基づく損害賠償を求めた。一審・二審とも請求を認める判決を下したため、Xは最高裁判所に上告した。
最高裁判所は、2005年（平成17年）改正前商法（以下「旧商法」とする）14条（現行会社法908条2項）の「不実ノ事項ヲ登記シタル者」とは実際に登記を申請した会社を指すが、取締役としての就任登記を行うことを承諾していた以上は、その登記された者も「不実の登記の出現に加功したもの」というべきであり、同条の規定が類推適用されるとした。よって、登記された者も故意または過失がある限りは会社と同様に登記事項の不実なことをもって善意の第三者に対抗することはできないと判示して、Xの責任を認めた原判決を支持した。
学説でも、登記簿上の取締役に第三者に対する取締役としての責任を認めるべきであるとするのが大勢であり、この判決の結論はおおむね支持されている。その根拠としても会社法908条2項を類推適用することについて支持する見解が多数ではあるが、法人格否認の法理によるべき、あるいは、会社法429条1項を直接適用すべきとする見解もある。また、そもそも登記簿上の取締役は会社法429条の責任を負わないとする説もある。

### 退任登記未了の事案
ある会社の代表取締役であったYは、以前から取り引きのあったB会社から依頼を受けて資金援助に応じるとともに、ほか2名の取締役とともにB会社の取締役として迎えられた。しかし、Yら3名は実際にはB会社の経営には関与していなかった。B会社は倒産したが、債権者集会では事業を継続してその収益から弁済することで合意を得た。この債権者集会に際してYら3名は取締役の辞任を申し出てB会社の代表取締役も承認したものの、退任の登記はされなかった。B会社は債権者集会の管理下で事業を継続したが、再度事業は行き詰まり、結局倒産するに至った。このため、債権者集会の管理下で新たに取引を開始し債権を回収できなかったC会社が、登記簿上取締役として名前の残っていたYら3名に対して1981年（昭和56年）改正前商法266条の3第1項前段（現行会社法429条1項）に基づく損害賠償を請求した。一審は請求を認めたが、二審は請求を棄却したため、C会社が最高裁判所に上告した。
最高裁判所は、辞任した取締役であっても、辞任後も積極的に取締役として対外的または対内的な行為を行っていたり、不実の登記を残存させることに明示的に承諾を与えていた場合には、旧商法14条（現行会社法908条2項）の類推適用により取締役でないことをもって善意の第三者に対抗できないため取締役としての責任を免れることはできないと判示したが、Yら3名についてはそうした行為はなかったため善意の第三者に対しても取締役としての責任は負わないとして、Yら3名の責任を否定した原判決を支持した。
学説では、この判決についても前項同様の議論があるほか、会社法908条2項だけでなく会社法908条1項も競合（類推）適用すべき、あるいは会社法908条1項のみを類推適用すべきであるとする見解もある。

## 近時の裁判例
最高裁判所の判例は、登記簿上の取締役であっても善意の第三者に対して取締役としての責任を負うことがあるとしている。しかし、近年の下級審の裁判例では、登記簿上の取締役の責任を認めることに慎重な傾向にある。平成以降の主な裁判例としては以下がある。
- 取締役として選任されていないにもかかわらず取締役として登記された者について、取締役就任を承諾しておらず、経営に参加したこともなく、裁判になるまで取締役として登記されていることを知らなかったとして責任を否定[30]。また、退任登記が行われなかった者についても、任期をもって退任することを代表取締役に伝えて了承を得ていたにもかかわらず勝手に再任登記されたものであり、不実の登記を残存させることに明示的に承諾を与えていたなどの特段の事情がないとして責任を否定[30]。（東京地方裁判所1992年（平成4年）1月20日判決、判例タイムズ789号222頁[30]。）
- 登記簿上の取締役について、株主総会や取締役会の議事録は偽造であり、役員報酬を得たり出資や経営を行っていないなどの事情から判断して、取締役就任を承諾していたとはいえないとして責任を否定[30]。（東京地方裁判所1994年（平成6年）12月21日判決、判例時報1540号117頁[30]。）
- 役員としての就任承諾が確認された者については名目的取締役に過ぎなかったとする主張を退けて責任を認めた一方で、役員としての就任承諾が確認できなかった者については、不実の登記の出現に明示的・黙示的な承諾を与えたなどの特段の事情がないとして責任を否定[30]。（東京地方裁判所1999年（平成11年）3月26日、判例タイムズ1021号86頁[30]。）
- 登記簿上の取締役について、裁判になるまで取締役として登記されていることを知らなかったことから、就任登記を承諾して不実の登記の出現に加功したとはいえないとして責任を否定[28]。（東京地方裁判所2010年（平成22年）4月19日判決、判例タイムズ1335号189頁[28]。）